# Campionati europei di tuffi 2011
La IIª edizione dei campionati europei di tuffi si è svolta presso la Piscina Monumentale di Torino dall'8 al 13 marzo 2011. La città piemontese è stata selezionata per la seconda volta consecutiva come sede dell'evento nel corso del congresso LEN tenutosi a Limassol nel 2010.

I vincitori delle specialità olimpiche individuali (trampolino 3 m e piattaforma 10 m) hanno conquistato un posto per la propria federazione ai Giochi di Londra 2012

## Programma
Il programma delle gare è rimasto invariato rispetto a Torino 2009 e Budapest 2010. Come a Budapest è stato disputato il Team event, la gara a squadre, che non ha conferito medaglie.
| marzo 2011 | 8          | 9                       | 10                       | 11                      | 12                       | 13                      |
| ---------- | ---------- | ----------------------- | ------------------------ | ----------------------- | ------------------------ | ----------------------- |
| Uomini     | TE h 16:00 | T1 Q h 10:00 F h 16:00  | T3 Q h 12:30 F h 17:30   | T3S Q h 10:00 F h 16:00 | P10S Q h 12:30 F h 18:00 | P10 Q h 10:00 F h 16:00 |
| Donne      | TE h 16:00 | P10 Q h 12:30 F h 17:30 | P10S Q h 10:00 F h 16:00 | T1 Q h 12:30 F h 17:30  | T3 Q h 10:00 F h 16:00   | T3S Q h 12:30 F h 17:30 |

Legenda:
- TE = Team event
- T1 = Trampolino 1 m
- T3 = Trampolino 3 m
- T3S = Trampolino 3 m Sincronizzato

- P10 = Piattaforma 10 m
- P10S = Piattaforma 10 m Sincronizzato
- Q = Qualificazioni
- F = Finale

## Nazioni e partecipanti
Sono 22 le federazioni che hanno iscritto i loro atleti (in totale 105) alla manifestazione. Questo l'elenco delle nazioni presenti (tra parentesi il numero dei partecipanti):
- Austria (1 F)
- Bielorussia (3 M, 2 F)
- Croazia (1 F)
- Finlandia (1 M, 2 F)
- Francia (2 M, 3 F)
- Georgia (2 M, 1 F)
- Germania (4 M, 6 F)
- Grecia (2 M, 2 F)

- Italia (7 M, 5 F)
- Lituania (2 M)
- Paesi Bassi (2 M, 1 F)
- Norvegia (3 M)
- Polonia (1 M, 2 F)
- Regno Unito (4 M, 5 F)
- Romania (1 M, 2 F)

- Russia (4 M, 7 F)
- Serbia (1 F)
- Spagna (1 M, 1 F)
- Svezia (3 M, 3 F)
- Svizzera (3 M)
- Ucraina (5 M, 4 F)
- Ungheria (2 M, 4 F)

## Medagliere
| Posizione | Paese    | Oro | Argento | Bronzo | Totale |
| --------- | -------- | --- | ------- | ------ | ------ |
| 1         | Russia   | 3   | 5       | 2      | 10     |
| 2         | Germania | 3   | 3       | 2      | 8      |
| 3         | Italia   | 3   | 0       | 1      | 4      |
| 4         | Svezia   | 1   | 0       | 1      | 2      |
| 5         | Ucraina  | 0   | 2       | 2      | 4      |
| 6         | Francia  | 0   | 0       | 2      | 2      |
| Totale    | Totale   | 10  | 10      | 10     | 30     |

## Risultati

### Uomini
| Evento                     | Oro                                    | Punti  | Argento                                        | Punti  | Bronzo                                | Punti  |
| Tuffi individuali          |                                        |        |                                                |        |                                       |        |
| Trampolino 1m (dettagli)   | Evgenij Kuznecov                       | 427.05 | Illja Kvaša                                    | 419.65 | Matthieu Rosset                       | 412.15 |
| Trampolino 3m (dettagli)   | Patrick Hausding                       | 499.40 | Il'ja Zacharov                                 | 493.85 | Evgenij Kuznecov                      | 482.35 |
| Piattaforma 10m (dettagli) | Sascha Klein                           | 515.05 | Patrick Hausding                               | 506.10 | Oleksandr Bondar                      | 495.95 |
| Tuffi sincronizzati        |                                        |        |                                                |        |                                       |        |
| Trampolino 3m (dettagli)   | Russia Evgenij Kuznecov Il'ja Zacharov | 454.68 | Germania Stephan Feck Patrick Hausding         | 441.45 | Francia Matthieu Rosset Damien Cély   | 425.37 |
| Piattaforma 10m (dettagli) | Germania Sascha Klein Patrick Hausding | 467.16 | Ucraina Oleksandr Bondar Oleksandr Horškovozov | 458.34 | Russia Viktor Minibaev Il'ja Zacharov | 386.67 |

### Donne
| Evento                     | Oro                                     | Punti  | Argento                                   | Punti  | Bronzo                                  | Punti  |
| Tuffi individuali          |                                         |        |                                           |        |                                         |        |
| Trampolino 1m (dettagli)   | Tania Cagnotto                          | 312.05 | Nadežda Bažina                            | 288.75 | Anna Lindberg                           | 287.80 |
| Trampolino 3m (dettagli)   | Anna Lindberg                           | 347.10 | Nadežda Bažina                            | 325.55 | Tania Cagnotto                          | 324.25 |
| Piattaforma 10m (dettagli) | Noemi Batki                             | 346.35 | Julija Koltunova                          | 327.30 | Maria Kurjo                             | 318.45 |
| Tuffi sincronizzati        |                                         |        |                                           |        |                                         |        |
| Trampolino 3m (dettagli)   | Italia Tania Cagnotto Francesca Dallapé | 320.40 | Russia Nadežda Bažina Svetlana Filippova  | 317.13 | Germania Uschi Freitag Katja Dieckow    | 295.50 |
| Piattaforma 10m (dettagli) | Russia Julija Koltunova Dar'ja Govor    | 322.26 | Germania Nora Subschinski Christin Steuer | 317.76 | Ucraina Julija Prokopčuk Alina Čaplenko | 315.24 |

### Team event
Come a Budapest 2010 è stato disputato a scopo dimostrativo, nella prima giornata di gare, il "Team event". Ogni squadra ha schierato due atleti, un uomo e una donna, che hanno eseguito sei tuffi ciascuno (tre da 3 m e tre da 10 m). Questa la classifica finale:
| Pos. | Squadra     | Atleti                                 | Punti  |
| 1    | Russia      | Julija Koltunova e Il'ja Zacharov      | 411.00 |
| 2    | Francia     | Audrey Labeau e Matthieu Rosset        | 408.60 |
| 3    | Ucraina     | Olena Fedorova e Oleksandr Horškovozov | 358.40 |
| 4    | Germania    | Nora Subschinski e Sascha Klein        | 351.85 |
| 5    | Italia      | Tania Cagnotto e Maicol Scuttari       | 318.00 |
| 6    | Regno Unito | Jennifer Cowen e Max Brick             | 308.40 |
| 7    | Bielorussia | Aljaksandra Jasjukevič e Vadzim Kaptur | 307.45 |
| 8    | Finlandia   | Iira Laatunen e Ville Vahtola          | 289.40 |
| 9    | Ungheria    | Villő Kormos e Marcell Turi            | 286.25 |